# トーッター・ダラニ
- トータ・タラニ[1]
- トーッター・タラニ[2]
- トーッター・ダラニ[3]

トーッター・ダラニ（Thota Tharani、テルグ語: తోట తరణి tōṭa taraṇi / タミル語: தோட்டா தரணி tōṭṭā taraṇi; 1949年12月16日 - ）は、インドの美術監督、プロダクションデザイナー。主にタミル語映画、テルグ語映画、マラヤーラム語映画、ヒンディー語映画で活動している。

## キャリア
トーッター・ダラニは12歳の時に父のセットデザイン仕事を手伝い、美術分野のキャリアをスタートさせた。彼は『ナヤカン/顔役』『インドの仕置人』で高い評価を受け、国家映画賞を受賞している。この他に100本以上の長編映画でプロダクションデザイナーを務めている。

## 受賞歴
勲章
- パドマ・シュリー勲章（2001年）[5]

国家映画賞 美術賞
- 『ナヤカン/顔役』（1987年）
- 『インドの仕置人』（1996年）

ケララ州映画賞 美術監督賞
- 『Abhimanyu』（1991年）

タミル・ナードゥ州映画賞 美術監督賞
- 『ダラパティ 踊るゴッドファーザー』（1991年）
- 『Kadhalan』（1994年）
- 『チャンドラムキ 踊る!アメリカ帰りのゴーストバスター』（2005年）
- 『Sringaram』（2007年）
- 『ボス その男シヴァージ』（2007年）

ヴィジャイ・アワード 美術監督賞
- 『ボス その男シヴァージ』（2007年）
- 『Dasavathaaram』（2008年）